# Operkulum

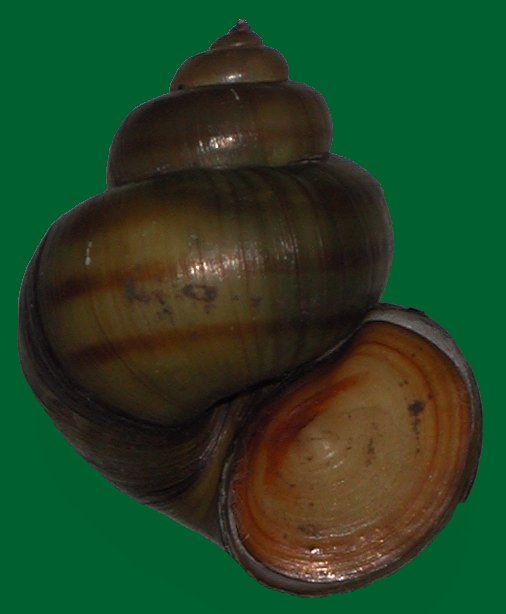
Ulita plže Viviparus contectus s víčkem

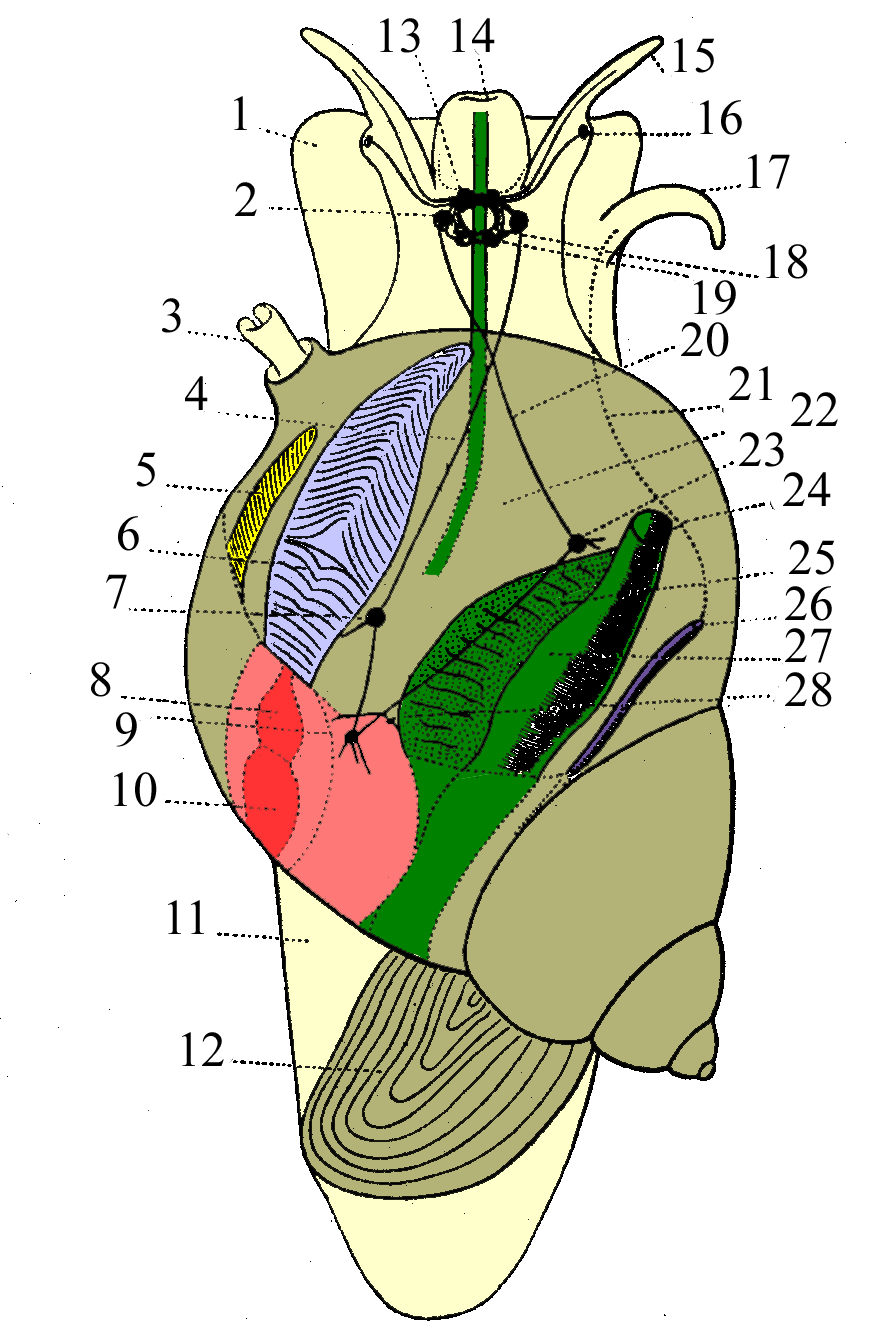
schéma předožábrého plže - operkulum je označeno číslem 12

Operkulum je víčko, které uzavírá ústí schránek předožábrých (Prosobranchia) plžů. Je vápenité a je trvale přirostlé k tělu v zadní části hřbetu. Plicnatí plži operkulum nemají a proto v případě nepříznivých podmínek (na zimní nebo na letní spánek) vytvářejí na uzavření ulity dočasné víčko zvané epifragma.

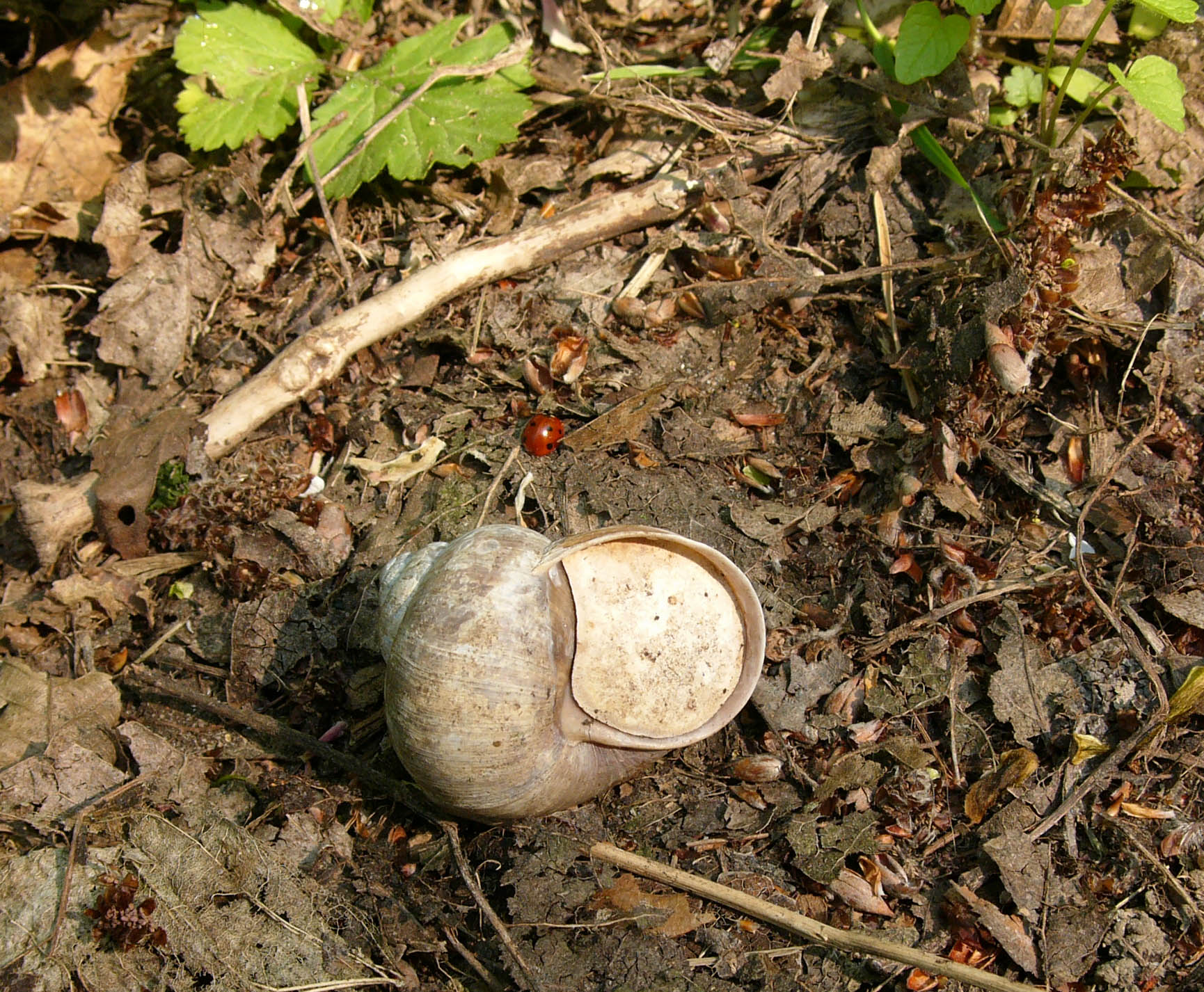
epifragma hlemýždě zahradního Helix pomatia
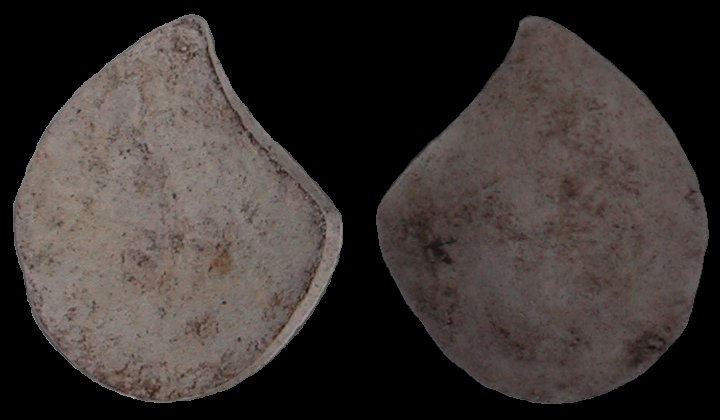
epifragma hlemýždě zahradního Helix pomatia